# Дені Гочко
Дені Гочко (чорн. Deni Hočko, нар. 22 квітня 1994, Цетинє, Сербія і Чорногорія) — чорногорський футболіст, вінгер кіпрського клубу «Пафос» та національної збірної Чорногорії.

## Ігрова кар'єра

### Клубна
Дені Гочко почав займатися футболом у своєму рідному місті Цетинє, у клубі «Ловчен». У серпні 2012 року футболіст провів свою першу гру у чемпіонаті Чорногорії. Через рік він перейшов до складу столичної «Будучності». З цим клубом Гочко виграв чемпіонат країни у сезоні 2016/17.
Влітку 2017 року футболіст перебрався до португальського чемпіонату, де підписав дворічний контракт з клубом «Фамалікан». Влітку 2019 року як вільний агент приєднався до бельгійського клубу «Мускрон». Контракт гравця з клубом було укладено терміном на три роки.
Влітку 2021 року Дені Гочко став гравцем кіпрського клубу «Пафос».

### Збірна
У травні 2018 року у матчі проти команди Боснії і Герцеговини Дені Гочко дебютував у національній збірній Чорногорії.

## Досягнення
Будучност
 Чемпіон Чорногорії: 2016/17